# الصندوق الأسود (مسلسل مصري)
الصندوق الأسود هو مسلسل تلفزيوني مصري من إنتاج عام 2015.

## قصة المسلسل
تتمرد دولت (رانيا يوسف) على طريقة حياة عائلتها المكونة من الوالد، الذي يعمل سائقا ، والوالدة وتعمل خادمة، حيث تتخذ من جمالها وسيلة لمحاولة الهرب من وضعها الحالي ، وانتشال العائلة إلى مستوى أعلى ، ولكن تواجهها العديد من الصعوبات في رحلتها ، والعقبات التي لم تكن تتوقعها .